# 小笠原秀政
小笠原秀政（日语：／ Ogasawara Hidemasa，1569年4月7日—1615年6月3日）是日本戰國時代至江戶時代前期的武將、大名。他是信濃的守護家族小笠原氏的末裔。曾任下總古河藩藩主，之後擔任信濃飯田藩藩主，最終成為信濃松本藩藩主，也是小笠原宗家的初代。

## 生平
永祿12年（1569年）3月21日，作為小笠原貞慶的長子在山城國宇治田原出生。由於當時小笠原氏被武田信玄逐出信濃國而流浪，因此推測是那裡出生。天正10年（1582年）6月，本能寺之變導致織田信長死去後，父親貞慶成為德川家康的家臣，將長子貞政作為人質送出，貞政被交由石川數正照管。
天正13年（1585年），石川數正帶著貞政投奔豐臣秀吉，迫使貞慶也不得不仕奉秀吉。貞政從秀吉處獲得偏諱，改名為秀政。天正17年（1589年）1月，秀政從父親手中繼承家督，成為小笠原家的家主。同年8月，在秀吉的調停下與家康達成和解，並獲准迎娶家康的孫女登久姬（信康之女）。
天正18年（1590年），在小田原征伐中立下軍功。然而，父親因觸怒豐臣秀吉而遭到改易，於是秀政與父親一同重新投靠德川家康，並從家康處獲賜下總國古河3萬石領地。
文祿4年（1595年）3月20日，秀政被任命為從五位下・上野介，並獲賜豐臣姓。
慶長5年（1600年）的關原之戰中，秀政加入東軍，並因守備宇都宮城立下功績。翌年（1601年），他被加封至信濃國飯田，領地增至5萬石。
慶長12年（1607年），秀政出家，並將家督讓予長子忠脩。
慶長18年（1613年），秀政被加封至祖先的故地信濃國松本，領地增至8萬石。
慶長20年（1615年）的大坂冬之陣期間，秀政留守於松本城，而長子忠脩則率領小笠原軍出陣。至大坂夏之陣時，原本計劃由秀政參陣，忠脩留守，但忠脩擅自離開領地參軍，此舉雖屬重大軍令違反，但德川家康予以寬恕。小笠原父子率軍與鄰藩的諏訪忠恒等人一同參與榊原康勝軍的作戰。
在天王寺岡山之戰中，小笠原軍前往救援本多忠朝時，遭到大坂方猛烈攻擊。忠脩於此役中戰死，秀政則身受重傷，被迫撤離戰場，但不久後因傷勢過重而死去，享年47。
在這場激戰中，本多忠朝亦戰死，榊原康勝則因持病惡化仍堅持作戰，最終導致戰後不久病逝。
值得一提的是，秀政父子於此役中的戰死，成為後世小笠原家在面臨改易危機時，常以「父祖的勳功」作為支持理據的一大助力。

## 逸話
- 秀政據傳在死前曾對德川家康說：「信濃是……」，但後續內容不明。一般認為此話可能與後繼者有關。

- 他使用了與織田信孝相同的印判「弌剣平天下」[4]。

## 出典
1. 1 2 3 4 5 6 7 8 9  今井尭 1984，第273頁.
2. ↑  柴裕之. . 戦国史研究. 2010, (60号)./所収:柴裕之. . 岩田書院. 2014. ISBN 978-4-87294-884-4.
3. ↑  村川浩平. . 駒沢史学. 2013, (80号): 120.
4. ↑  『成就院古文書』。※其中「慶長寅」標示為1641年，但實際應為1614年的誤記。